# Município de Concord (condado de Highland, Ohio)
Localização do Ohio nos E.U.A.
O município de Concord (em inglês: Concord Township) é um município localizado no condado de Highland no estado estadounidense de Ohio. No ano 2018 tinha uma população de 1.187 habitantes.

## Geografia
O município de Concord encontra-se localizado nas coordenadas 39° 03′ 37″ N, 83° 38′ 55″ O. Segundo a Departamento do Censo dos Estados Unidos, o município tem uma superfície total de 87.24 km², da qual 87,24 km² correspondem a terra firme e (0 %) 0 km² é água.

## Demografia
Segundo o censo de 2018, tinha 1.187 pessoas residindo no município de Concord.